# Subisław Ier de Poméranie
Subisław Ier de Gdańsk (en polonais : Subisław I Gdański), né vers 1130 et décédé après 1178, est prince de Poméranie orientale sous la suprématie des ducs de Pologne à partir d'environ 1155. Il est le premier représentant historique de la dynastie des Samborides qui gouverne la Poméranie orientale jusqu’au XIIIe siècle. 

## Biographie
L'origine de Subisław est inconnue ; il est sans doute issu d’une puissante famille polonaise ayant peut-être des racines dans la région de Sieradz. Au début du XIIe siècle, à l’époque de Boleslas III Bouche-Torse († 1138), la Poméranie avait déjà été christianisée par l'évêque Othon de Bamberg et comptait deux principales familles régnantes. La dynastie des Griffon dominait le duché de Poméranie dans la partie occidentale autour de Szczecin (Stetin) et les Samborides résidant à Gdańsk gouvernaient la partie orientale placée sous la suzeraineté du royaume de Pologne. 
À la différence des autres souverains des duchés polonais, la famille de Subisław n'avait pas de lien de parenté avec la maison Piast. Néanmoins, elle aurait reçu des terres en Poméranie orientale après la conquête de celle-ci par Boleslas III et aurait rempli la fonction de gouverneur (namiestnik).
D’après la Chronique d’Oliwa écrite au XIVe siècle, Subisław serait le fondateur du monastère cistercien d’Oliwa. De son mariage avec une princesse polonaise, il eut deux fils :
- Sambor Ier (mort vers 1207), prince de Poméranie orientale, et
- Mestwin Ier (mort vers 1219/1220), prince de Poméranie orientale.

Selon l'obituaire à la cathédrale de Gdańsk-Oliwa, Subisław Ier de Poméranie est décédé le 13 janvier 1178. Cette date est peu crédible puisque la source date du XIVe siècle. 

## Source
- Anthony Stokvis, Manuel d'histoire, de généalogie et de chronologie de tous les États du globe, depuis les temps les plus reculés jusqu'à nos jours, préf. H. F. Wijnman, éditions Brill à Leyde 1890-1893, réédition 1966, volume III, chapitre VIII  et tableau généalogique n° 10 « Généalogie des ducs de Poméranie ».